# 美中經濟暨安全檢討委員會

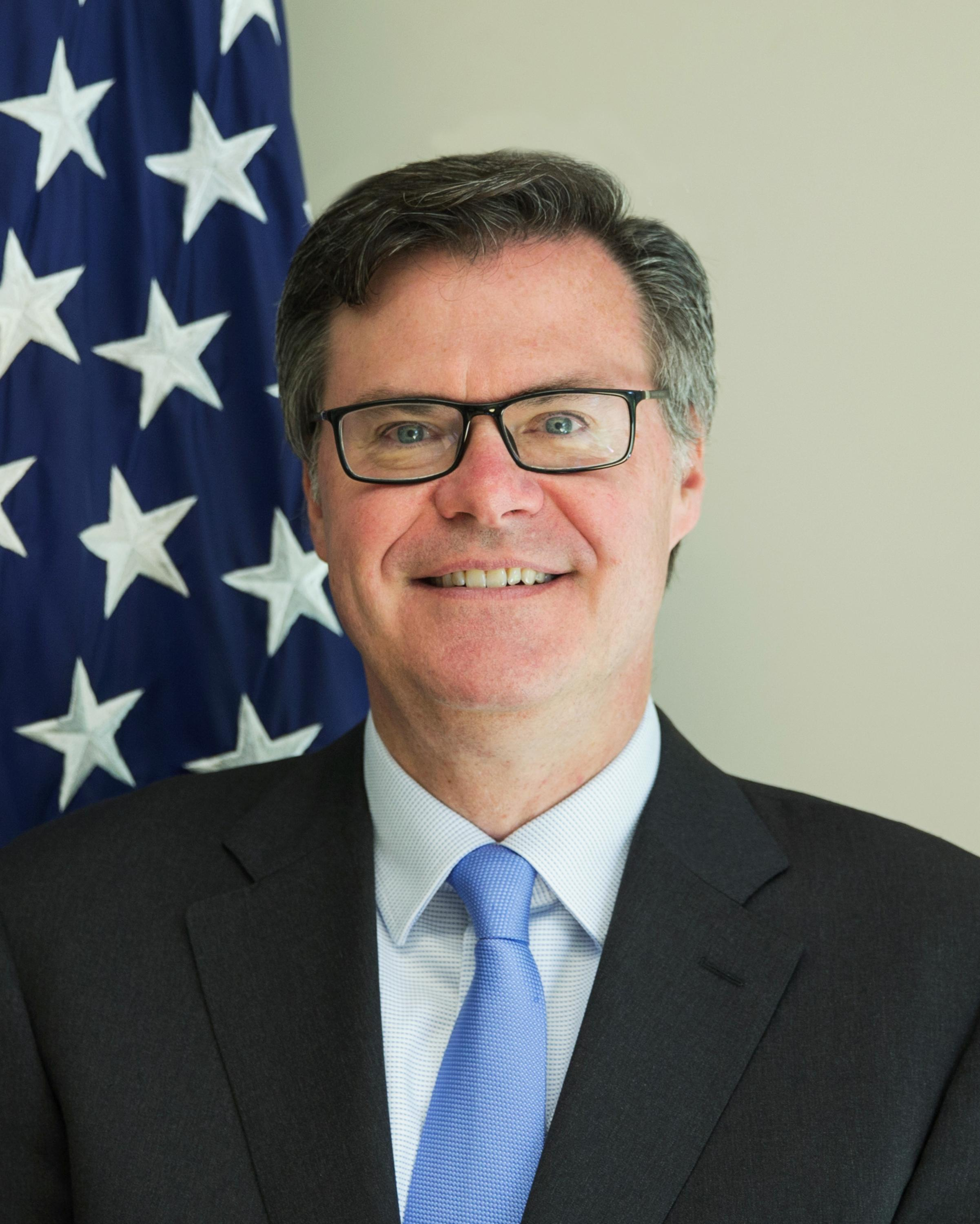
美國駐世貿大使Q94412515（Dennis Shea）律師曾任該會的副主席。

，是美國政府的獨立機構，於2000年10月通過國會授權設立，負責監督和調查美利堅合眾國與中華人民共和國之間的國家安全和貿易問題。其成員由國會議員任命，每年發佈年度報告，被認為是美國國會和白宮決定美中政策的重要指南。

## 相关言论
2018年5月22日，中華民國總統蔡英文在中華民國總統府接見美中經濟暨安全檢討委員會訪團時表示，希望美國能將中華民國列入「鋼鋁232關稅案」豁免名單。
2019年11月，美中經濟暨安全檢討委員會建議美國不應該再稱呼中國領導人習近平為「中國國家主席」（President），避免外界以為其為民選領袖，應該以中國共產黨最高領導人的職銜「中共總書記」（General Secretary）稱呼他。

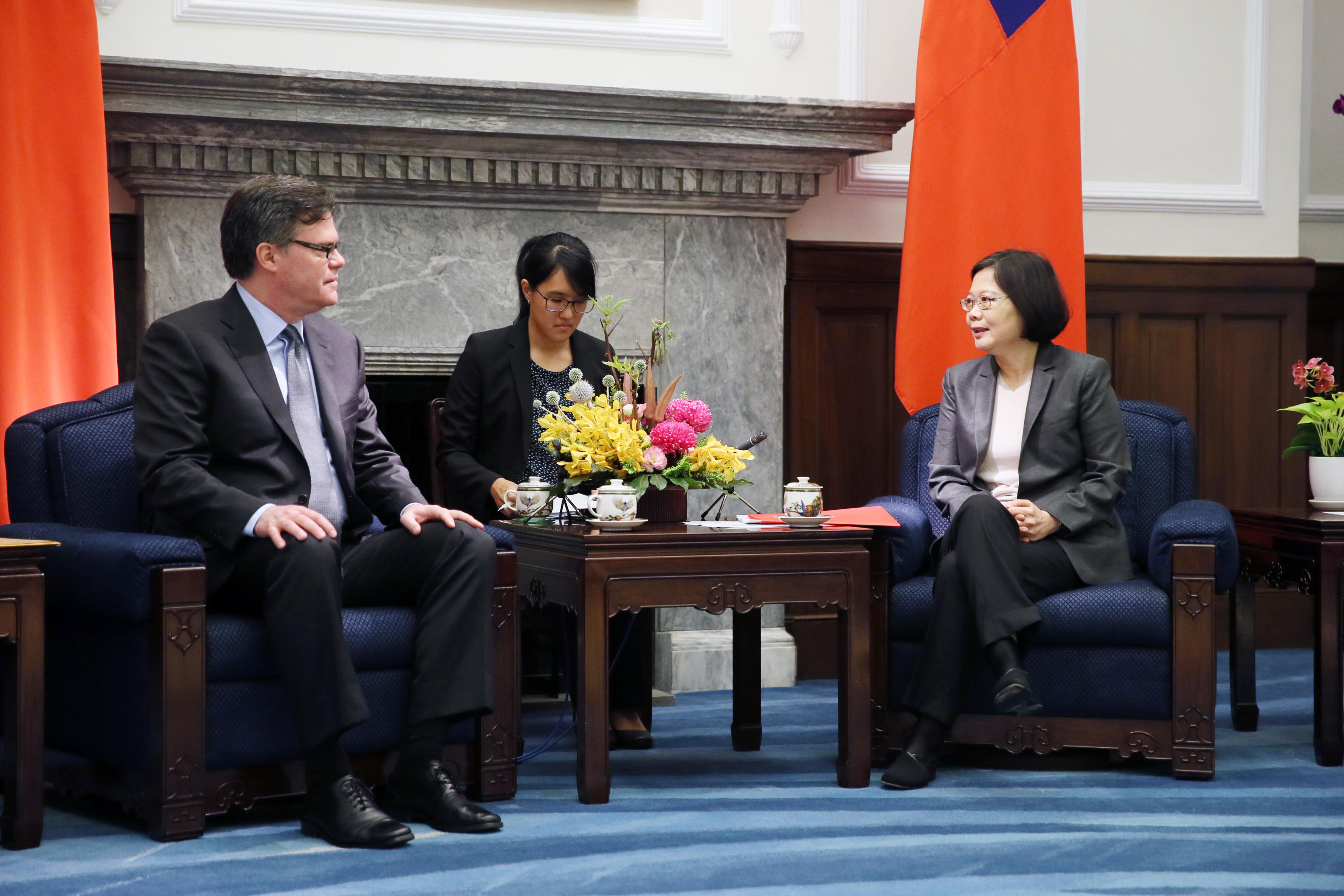
中華民國總統接見USCC訪問團的情況。
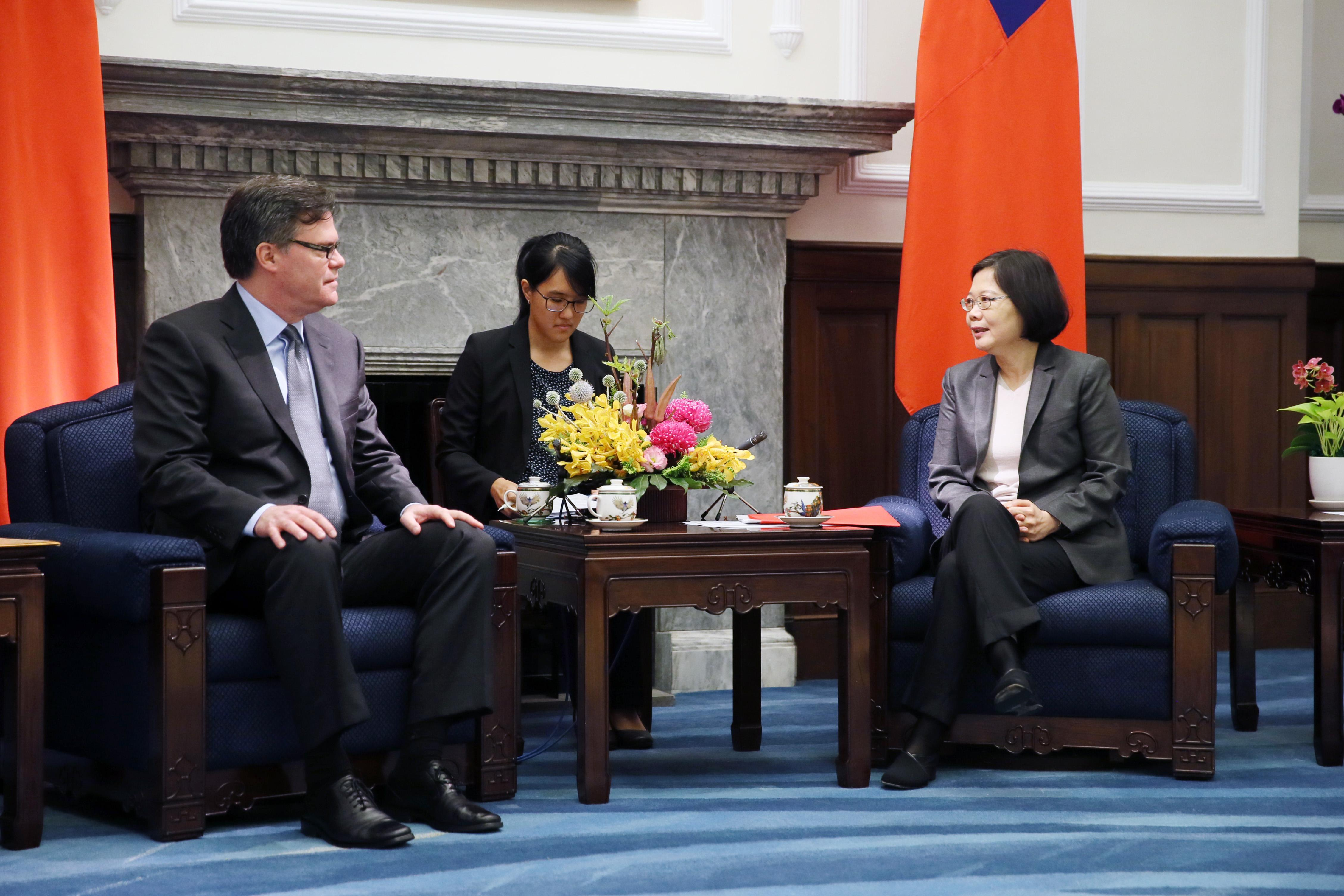
蔡英文與訪問團談話
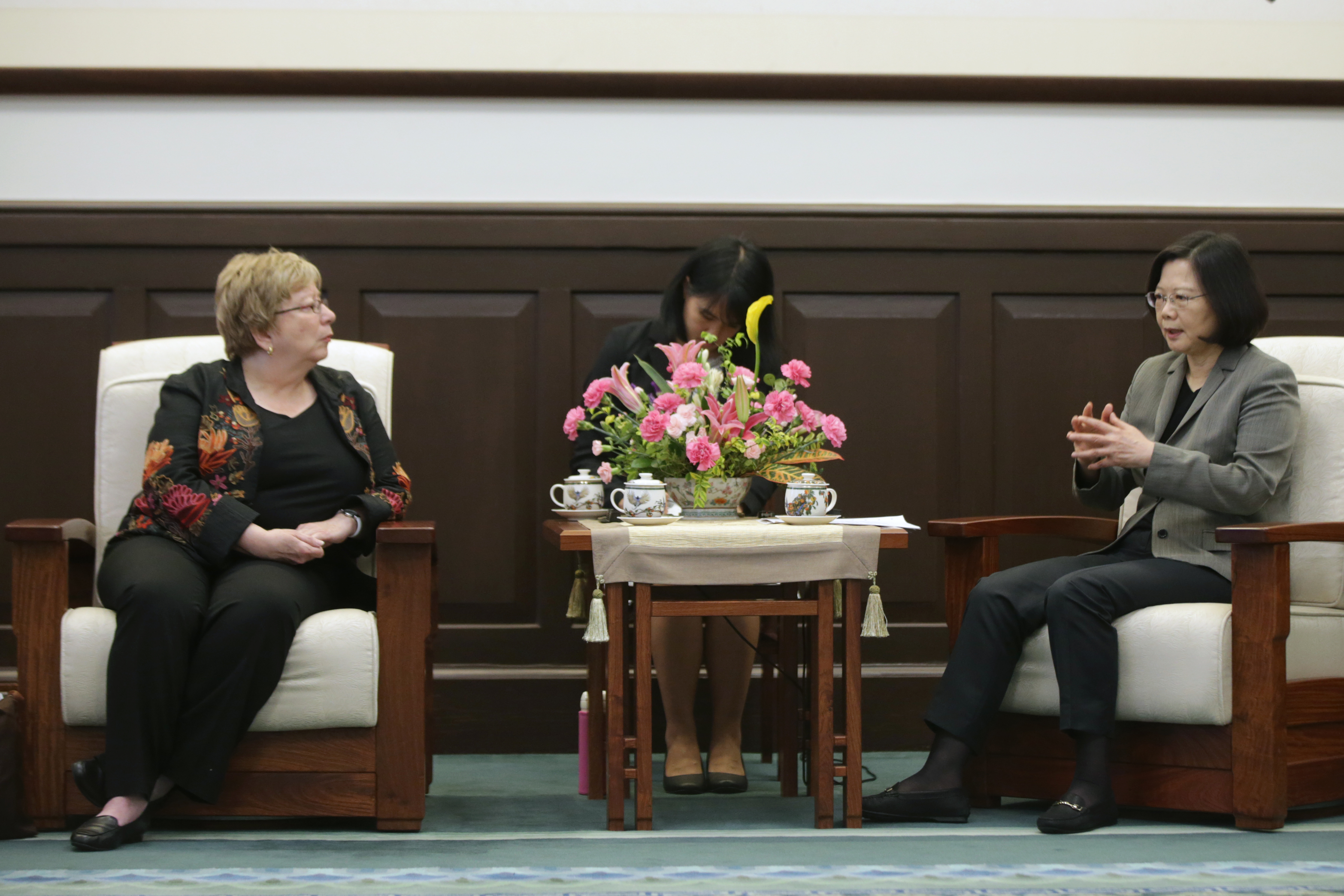
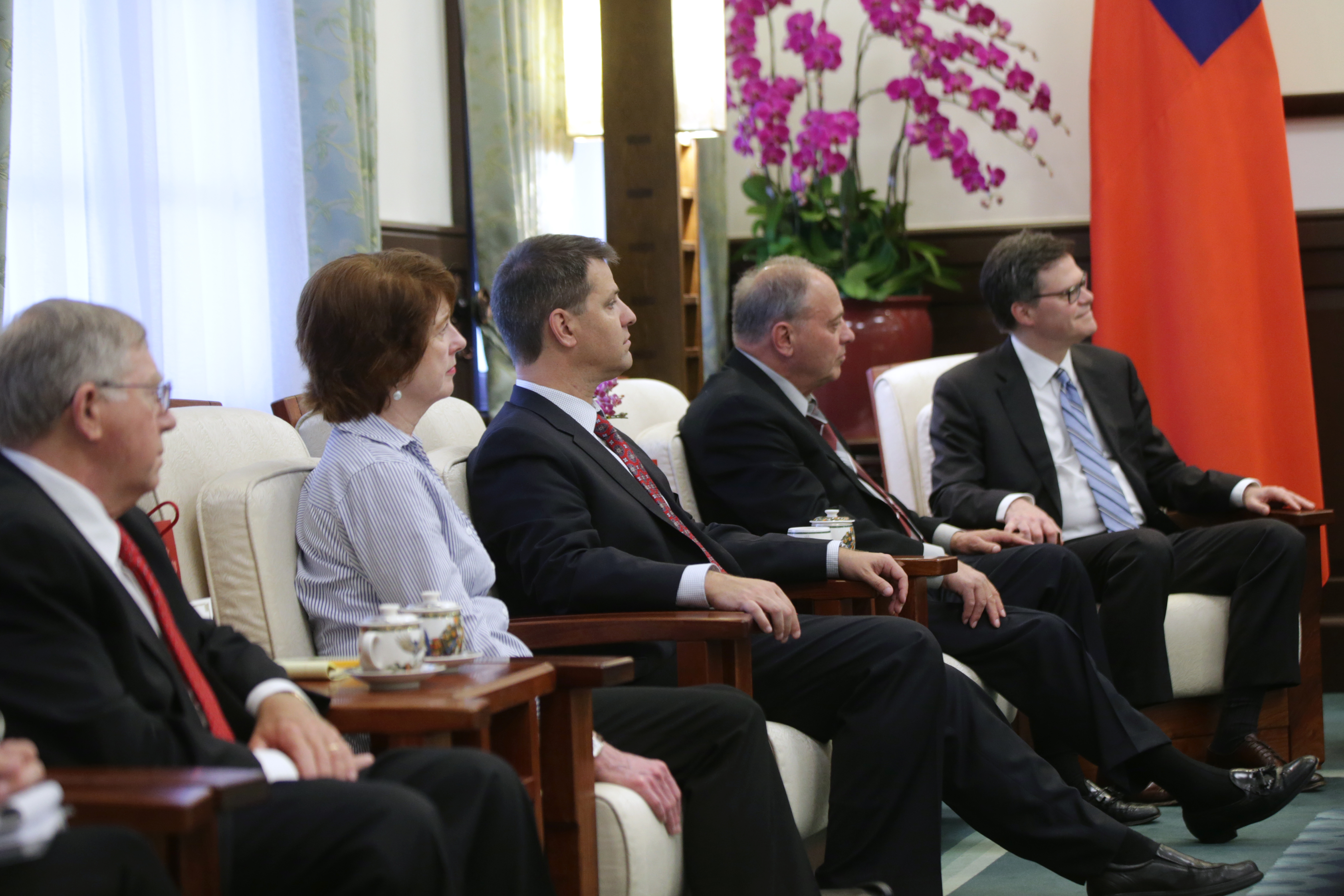

## 参見
- 中美關係
- 中美戰略安全對話
- 美中關係全國委員會
- 中美貿易戰